# Estación de Saint-Martin-de-Crau
La estación de Saint-Martin-de-Crau es una estación ferroviaria francesa de la línea París - Marsella, situada en la comuna de Saint-Martin-de-Crau, en el departamento de Bocas del Ródano, en la región de Provenza-Alpes-Costa Azul. Por ella transitan únicamente trenes regionales. 

## Situación ferroviaria
La estación se encuentra en la línea férrea París-Marsella (PK 792,473). 

## Historia
La estación fue abierta en 1847 por parte de la Compañía de Ferrocarriles de Aviñón a Marsella, aunque fue rápidamente adquirida por la Compañía de Ferrocarriles de París a Lyon y al Mediterráneo. 
En 1935 fue cerrada al tráfico siendo reabierta en el año 2004. Desde el 2005 un autobús lanzadera conecta la estación con el centro del núcleo urbano situado a cerca de 3 kilómetros. 

## Servicios ferroviarios

### Regionales
Los TER PACA recorre el siguiente trazado:
- Línea Aviñón - Marsella.